# Némedi Norbert
Némedi Norbert (Kecskemét, 1977. június 1. –) magyar labdarúgó, edző. A Kecskeméti TE korábbi játékosa, középpályás. Édesapja is több éven keresztül Kecskeméten volt labdarúgó.
Több hazai egyesületben is játszott, de 2 évnél hosszabb időt eddig csak szülővárosa csapatában töltött. A 2003. május 14-én lejátszott Videoton FC-Budapest Honvéd FC (1-2) bajnoki mérkőzés után kirobbant bundabotrány miatt egy hónapos eltiltással sújtotta a liga fegyelmi bizottsága.

## A 2008/2009-es szezonban
Némedi Norbert a KTE sok sérültje miatt a középpályáról a védelembe kényszerült, ahol viszont nagyszerűen helytállt. A bajnoki szezon során két gólt szerzett. Pályára lépett a magyar ligaválogatott színeiben az AC Milan ellen.

## Sikerei, díjai
- NB I-ben bronzérmes